# Scatimus ovatus
Scatimus ovatus är en skalbaggsart som beskrevs av Edgar von Harold 1862. Scatimus ovatus ingår i släktet Scatimus och familjen bladhorningar. Inga underarter finns listade i Catalogue of Life.